# Matteo Paris
Matteo Paris, né le 13 septembre 1989 à Anguillara Sabazia en Italie, est un joueur italien de volley-ball. Il mesure 1,92 m et joue passeur.

## Clubs
| Club                               | De        | À         |
| ---------------------------------- | --------- | --------- |
| New Mater Volley Castellana Grotte | 2006-2007 | 2006-2007 |
| Pallavolo Molfetta                 | 2007-2008 | 2007-2008 |
| Serapo Volley Gaète                | 2008-2009 | 2009-2010 |
| Mymamy Volley Reggio de Calabre    | 2010-2011 | 2010-2011 |
| Pallavolo Atripalda                | 2011-2012 | 2011-2012 |
| Volley Corigliano                  | 2012-2013 | 2012-2013 |
| Top Volley Latina                  | 2013-2014 | ...       |

## Palmarès
- Challenge Cup
  - Finaliste : 2014